# Weiss WM-21 Sólyom
Il Weiss WM-21 Sólyom fu un aereo da ricognizione e bombardiere leggero, biposto e biplano, sviluppato dalla divisione aeronautica dell'azienda ungherese Weiss Manfréd Acél- és Fémművek nei tardi anni trenta.
Sviluppo del precedente WM-16 Budapest, a sua volta variante dell'originale Fokker C.V, venne utilizzato dalla Magyar Királyi Honvéd Légierő durante la seconda guerra mondiale.

## Storia del progetto
Nella seconda parte degli anni trenta la Weiss Manfréd avviò lo sviluppo di un velivolo destinato a sostituire in servizio il precedente WM-16 Budapest, oramai considerato obsoleto per l'utilizzo in servizio di prima linea. A tale scopo l'ufficio tecnico dell'azienda ne ricavò una variante derivata dall'aspetto simile ma intervenendo sostanzialmente sulla cellula, rinforzandola, sulla velatura, diventata più efficiente, sul carrello d'atterraggio, rafforzandolo e integrandolo con un pattino d'appoggio posteriore per poter operare da piste non preparate in erba, e infine equipaggiando la postazione dell'osservatore con un'apparecchiatura radio ricetrasmittente.
Il primo prototipo venne portato in volo nella prima parte del 1938, quindi, dopo le successive prove che diedero risultato soddisfacenti, avviato alla produzione in serie nel giugno dello stesso anno negli stabilimenti Weiss Manfréd. Il primo lotto di produzione prevedeva la propulsione affidata a un motore WM K-14 da 870 hp (650 kW), un radiale 14 cilindri a doppia stella raffreddato ad aria prodotto localmente su licenza della francese Gnome et Rhône e corrispondente al 14K Mistral Major. Contemporaneamente venne avviata una seconda linea di montaggio presso la Magyar Állami Vagon és Gépgyár (MÁVAG), che produsse la versione WM-21B motorizzata con la più potente versione WM K-14B. La produzione continuò fino al 1940 attestandosi su 128 esemplari, secondo una fonte divisi in 85 della versione WM-21 e 43 della WM-21B, mentre altre fonti indicano la produzione divisa in tre stabilimenti, 25 di costruzione Manfred Weiss, 43 di costruzione MÁVAG e 60 realizzate dalla MWG.

## Impiego operativo
Il primo esemplare venne consegnato ai reparti della Magyar Királyi Honvéd Légierő nel 1939, venendo impiegato in missioni di ricognizione a corto raggio, e impiegati in ambito bellico nelle operazioni durante l'invasione della Jugoslavia da parte delle potenze dell'Asse dall'agosto 1941. Dal giugno 1941 erano comunque stati dislocati in Ucraina come supporto alle truppe del Magyar királyi honvédség, l'esercito reale ungherese, impegnate contro i partigiani sovietici. Negli anni seguenti circa 80 esemplari vennero trasferiti a compiti di seconda linea e impiegati come aereo da addestramento, progressivamente rimossi dal servizio fino al 1945.

## Utilizzatori
Ungheria
- Magyar Királyi Honvéd Légierő